# Камас (Јута)
Камас (енгл. Kamas) град је у америчкој савезној држави Јута.

## Демографија
По попису из 2010. године број становника је 1.811, што је 537 (42,2%) становника више него 2000. године.
| Група             | 2000.         | 2010.         |
| Белци             | 1.179 (92,5%) | 1.440 (79,5%) |
| Афроамериканци    | 5 (0,4%)      | 12 (0,7%)     |
| Азијати           | 4 (0,3%)      | 3 (0,2%)      |
| Хиспаноамериканци | 75 (5,9%)     | 353 (19,5%)   |
| Укупно            | 1.274         | 1.811         |